# Ophiodermella cancellata
Ophiodermella cancellata é uma espécie marinha de gastrópode do gênero Ophiodermella, pertencente a família Borsoniidae.
A Espécie foi descoberta e descrita por P. P. Carpenter em 1964. 